# Mansioni
Le mansioni, nel diritto del lavoro italiano, indicano l'insieme dei compiti e delle specifiche attività che il prestatore di lavoro deve eseguire nell'ambito del rapporto di lavoro.
Esse costituiscono l'oggetto specifico dell'obbligazione lavorativa, generalmente sono individuate nel contratto di lavoro.

## Descrizione generale
Bisogna distinguere tra le mansioni esecutive e i compiti. Generalmente le prime sono correlate ad attività lavorative strettamente legate agli ordini ricevuti dal datore di lavoro, mentre Per quanto riguarda la definizione dei secondi, in questo caso c'è una prestazione lavorativa che mette in campo anche le capacità intellettive di colui che le svolge. Le mansioni costituiscono l'oggetto dell'obbligazione dovuta dal lavoratore con la sua prestazione (il corrispettivo della prestazione di lavoro è la retribuzione).
Il ruolo, invece, è lo specifico incarico o posizione del lavoratore all'interno dell'organizzazione. Un ruolo presuppone, oltre che determinati compiti e mansioni (responsabilità ed eventualmente autorità), anche specifiche competenze e capacità.

## Disciplina normativa
Tutto questo trova fondamento nel principio di contrattualità delle mansioni, di cui all'art. 2103 del codice civile italiano, come novellato dall'art. 13 della legge 20 maggio 1970, n. 300 e dal d.lgs. 15 giugno 2015, n. 81 secondo cui:
Per i dipendenti della pubblica amministrazione italiana, il d.lgs. 30 marzo 2001, n. 165 diposne:
Il demansionamento unilaterale da parte del datore è quindi possibile in forma scritta, ma il lavoratore conserva il diritto al livello di inquadramento, da cui segue il diritto alla piena retribuzione di cui godeva in precedenza. Tuttavia, è possibile che in "sede protetta" datore e dipendente si accordino per un nuovo contratto individuale di lavoro, che modifichi anche il livello di inquadramento e la categoria legale. Dopo sei mesi continuativi in nuovoe mansioni superiori, se non ha avuto luogo per ragioni sostitutive di altro lavoratore in servizio, il lavoratore acquisisce il diritto al livello di inquadramento superiore corrispondente alle nuove mansioni.

## La definizione
La legge 13 maggio 1985, n. 190, all'art. 1 modificando l'art. 2095 del codice civile ed ha definito le categorie di prestatori di lavoro subordinato, come pure definiti nella contrattazione collettiva. Inoltre, il lavoratore non può essere trasferito da una unità produttiva ad un'altra se non per comprovate ragioni tecniche, organizzative e produttive, disponendo che ogni patto contrario sia nullo.
Ai CCNL di categoria è affidata la disciplina di qualifica e categoria dette declaratorie, con l'elenco dei compiti che il datore può richiedere per un dato profilo professionale previsti, che viene associato ad un livello di inquadramento. L'impresa a sua volta può sena alcun obbligo a dotarsi di un mansionario interno con l'elenco dei compiti, servizi e scadenze temporali che devono essere rispettate dai singoli dipendenti e/o per profili professionali. È vero quindi che il prestatore di lavoro può essere adibito alle mansioni di assunzione, ma anche alle mansioni corrispondenti alla categoria o livello superiore che abbia successivamente acquisito oppure a mansioni equivalenti a quelle ultime effettivamente svolte, senza alcuna diminuzione della retribuzione.

## La modifica
È possibile modificare le mansioni del lavoratore, attraverso il cosiddetto ius variandi, che indica il potere del datore di lavoro di modificare le mansioni del lavoratore oltre l'ambito convenuto, nel rispetto della legge, dei contratti collettivi e del principio generale di buona fede. In ogni caso, secondo il principio di cui all'articolo 36 della Costituzione italiana, il lavoratore ha diritto ad una retribuzione dignitosa e proporzionata alla qualità e quantità del suo lavoro. Inoltre, al fine di tutelare il lavoratore che abbia acquisito una professionalità l'assegnazione stessa diviene definitiva, ove la medesima non abbia avuto luogo per sostituzione del lavoratore assente con diritto alla conservazione del posto, dopo un periodo fissato dai contratti collettivi, e comunque non superiore a tre mesi.
In particolare l'art. 2103 c.c afferma che nel caso di assegnazione a mansioni superiori il prestatore ha diritto al trattamento corrispondente all'attività svolta. Inoltre la norma vieta l'assegnazione del lavoratore a mansioni inferiori (cd. mobilità verso il basso), a meno che non si sia in presenza di esigenze straordinarie sopravvenute e temporanee, oppure per tutelare la salute del lavoratore o il suo interesse alla conservazione del posto di lavoro (è il caso della lavoratrice madre), ovvero in caso di crisi aziendale con soppressione del posto di lavoro e delle corrispondenti mansioni. Per motivi sanitari il lavoratore può essere tuttavia temporaneamente assegnato a mansioni inferiori per essere allontanato da esposizioni nocive (art. 8 d.lgs. 15 agosto 1991 n. 277). In caso di tale assegnazione, che deve riguardare mansioni equivalenti o anche inferiori, il datore di lavoro deve dare attuazione alla prescrizioni del medico competente ed al lavoratore viene comunque garantito il trattamento corrispondente alle mansioni di provenienza. Il Jobs Act ha ampliato le ipotesi nelle quali sia lecito il demansionamento del lavoratore, ma sempre a retribuzione e livello di inquadramento contrattuale invariati. Oltre questi casi, il lavoratore può legittimamente rifiutarsi di svolgere mansioni diverse da quelle per le quali è stato assunto.
Nel settore pubblico, è nulla l'assegnazione del dipendente a mansioni superiori se non per sostituzione ovvero temporanea vacanza in organico, mentre sono avviate procedure di selezione tramite concorso. Il dipendente ha diritto alla differenza retributiva fra i due livelli di inquadramento, e il dirigente risponde del maggior onere se ha agito per dolo o colpa grave (d. lgs. 165/2001, art. 52, comma 5, non derogabile dai contratti collettivi).